# Kanton Rochefort-en-Terre
Der Kanton Rochefort-en-Terre (bretonisch: Kanton Roc'h-an-Argoed) war bis 2015 ein französischer Wahlkreis im Arrondissement Vannes, im Département Morbihan und in der Region Bretagne; sein Hauptort war Rochefort-en-Terre. Letzter Vertreter im Generalrat des Départements war von 2004 bis 2015 François Hervieux (zunächst DVG, dann PS).

## Gemeinden
Der Kanton Rochefort-en-Terre umfasste acht Gemeinden:
| Gemeinde               | Bretonisch           | Einwohner (2022) | Fläche (km²) | Code postal | Code Insee |
| ---------------------- | -------------------- | ---------------- | ------------ | ----------- | ---------- |
| Caden                  | Kaden                | 1.570            | 38.10        | 56220       | 56028      |
| Limerzel               | Limerzher            | 1.306            | 25.15        | 56220       | 56111      |
| Malansac               | Malañseg             | 2.292            | 36.18        | 56220       | 56123      |
| Pluherlin              | Pluhernin            | 1.515            | 35.40        | 56220       | 56171      |
| Rochefort-en-Terre     | Roc'h-an-Argoed      | 636              | 1.22         | 56220       | 56196      |
| Saint-Congard          | Sant-Kongar          | 806              | 21.87        | 56140       | 56211      |
| Saint-Gravé            | Sant-Gravez          | 745              | 15.75        | 56220       | 56218      |
| Saint-Laurent-sur-Oust | Sant-Laorañs-Graeneg | 394              | 3.88         | 56140       | 56224      |
| Kanton                 | Roc'h-an-Argoed      | 9.081            | 177.55       | -           | 5632       |

## Bevölkerungsentwicklung
| 1962  | 1968  | 1975  | 1982  | 1990  | 1999  | 2006  | 2012  |
| ----- | ----- | ----- | ----- | ----- | ----- | ----- | ----- |
| 8.946 | 8.496 | 8.223 | 8.150 | 8.092 | 7.843 | 8.401 | 9.081 |